# 亚森·佩特罗夫
亚森·彼得罗夫·彼得罗夫（1968年6月23日—）是一名保加利亚职业足球教练，退役足球运动员。曾于2014至2016年执教石家庄永昌，后短暂执教中国足球甲级联赛球队北京北控。2017年4月24日北京北控宣布亚森不再担任球队主教练。
2017年6月，担任河南建业主教练。

## 获得荣誉
- 作为球员：
  - 保加利亞杯 (2)： 1992，1995

- 作为教练：

切爾諾莫雷：
- 保加利亞杯：
  - 亚军：2006